# 桜津多子・桜山梅夫
桜津多子・桜山梅夫（さくらつたこ・さくらやまうめお）は、大正・昭和期に活躍した日本の漫才師。
元々トリオや戎橋松竹では津多子は夫の都義雄（旧名：都陽志夫）とコンビを組んだり、梅夫は玉子家源丸等と組んでいた、後に二人で組む。二人とも江州音頭の出身。津多子の音頭とりで鳴らした民謡。梅夫の櫓太鼓の曲弾き（三味線で櫓太鼓の音を出す）や、琴の曲弾き（三味線を寝かせて弾き琴の音を出す）、最後に聴かせる民謡など異色の音曲(民謡)漫才師。松竹系の劇場やトップホットシアター、道頓堀角座で津多子が病気で引退する1977年3月まで活躍した。
梅夫の櫓太鼓の曲弾きの最中、津多子は舞台をウロウロするのが恒例。
1973年上方お笑い大賞功労賞受賞。
弟子はいなかったが梅夫は自宅で三味線の師匠をしていた。

## メンバー
- 桜津多子（さくらつたこ、1909年7月20日 - ？）本名は奥本つた子。

桜山仙丸の娘。1931年に名古屋宝座に初舞台。最初は桜つた子といった。その後漫才に転向。目が細く「細目のつたちゃん」に愛称で親しまれ、ふっくらしたまん丸の顔は「狸」の顔と梅夫に弄られた。夫は大倉寿賀芳の門下の都義雄（都陽志夫）。
- 桜山梅夫（さくらやまうめお、1910年4月20日　- 1980年）本名は艮梅太郎。

桜川小夜子・桜山源丸の小夜子の弟で源丸の門下で9歳で初舞台。1926年に名古屋宝座で漫才に転向。色黒。

## 受賞歴
- 第2回上方お笑い大賞功労賞